# 1884年のスポーツ
- 年度別スポーツ記事一覧

## 大相撲
- 2月 - 初代梅ヶ谷藤太郎、横綱免許

## クリケット
- ジ・アッシズ優勝：イングランド（1勝0敗2分）

## 競馬

### イギリス
クラシック
- 2000ギニー - スコットフリー
- 1000ギニー - ビジーボディー
- エプソムダービー - ハーヴェスター、セントガシアン（同着）
- エプソムオークス - ビジーボディー
- セントレジャーステークス - ザラムキン

その他主要レース
- アスコットゴールドカップ - セントサイモン
- グッドウッドカップ - セントサイモン
- ドンカスターカップ - Louis d'Or 2
- チャンピオンステークス - トリスタン
- グランドナショナル - Voluptuary

### アメリカ合衆国
- ウィザーズステークス - パニック
- ベルモントステークス - パニック

### フランス
- パリ大賞典 - リトルダック
- ジョッケクルブ賞 - リトルダック

### オーストラリア
- メルボルンカップ - マルア

## ゴルフ

### 世界4大大会（男子）
- 全英オープン優勝者：ジャック・シンプソン（イギリス）

## サッカー

### イングランド
- FAカップ決勝

ブラックバーン・ローヴァーズ 2-1 クイーンズ・パーク

## テニス

### グランドスラム
- ウィンブルドン　男子単優勝：ウィリアム・レンショー（イギリス）、女子単優勝：モード・ワトソン（イギリス）
- 全米選手権　男子単優勝：リチャード・シアーズ（アメリカ）

ウィンブルドン選手権で、男子に7年遅れて第1回の女子シングルス競技が始まった年。

## ボート
- オックスフォード・ケンブリッジ大学対抗レガッタ優勝：ケンブリッジ大学

## 野球

### アメリカ大リーグ
- ナショナルリーグ優勝：プロビデンス・グレイズ
- アメリカン・アソシエーション優勝：ニューヨーク・メトロポリタンズ
- 野球リーグ『ユニオン・アソシエーション』創設、1年で解体
- ユニオン・アソシエーション優勝：セントルイス・マルーンズ

## ラグビー
- ホームネイションズ

優勝：イングランド

## 誕生
- 3月6日 - モーラ・マロリー（ノルウェー、テニス、+1959年）
- 4月6日 - 田畑昇太郎（大阪府、柔道、+1950年）
- 5月5日 - チーフ・ベンダー（アメリカ、野球、+1954年）
- 6月15日 - ロドニー・ヒース（オーストラリア、テニス、+1936年）
- 6月19日 - エディ・シーコット（アメリカ、野球、+1969年）
- 6月21日 - ゴードン・ロウ（イギリス、テニス、+1972年）
- 7月25日 - ルドビカ・ヤコブソン（フィンランド、フィギュアスケート、+1968年）
- 8月4日 - アンリ・コルネ（フランス、自転車競技、+1941年）
- 10月24日 - アルノ・ビーベルシュタイン（ドイツ、水泳、+1918年）